# كأس هندوراس 2015–16
كأس هندوراس 2015–16 (بالإسبانية: Copa Presidente 2015/16)‏ هو الموسم 11 من كأس هندوراس. كان عدد الأندية المشاركة فيه 64، وفاز فيه Juticalpa F.C. ‏.